# Кинрик
Кинрик (англ. Cynric; умер в 560) — король Уэссекса (534—560).

## Биография
В легендах о англосаксонском завоевании Британии Кинрик постоянно упоминается вместе со своим отцом Кердиком. Кроме того, есть и другая версия генеалогического древа королей Уэссекса, по которой Кинрик был внуком Кердика и сыном Креоды. В 534 году Кинрик унаследовал титул короля гевиссеев (западных саксов). Став королём, он сразу же отдал Витваре (остров Уайт) своим родственникам Витгару и Стуфу, которые помогали Кердику при завоевании Британии. Кинрик продолжал вести войны с бриттами и одержал как минимум две победы: в 552 году при Серобурге (современный Солсбери) и в 556 году при Беранбурге (позднейший Барбери). Возможно в этих битвах он противостоял, Кадроду Калхвиниту властителю, как версия, Хэмпшира, а не Нортхамптона., что говорит о том, как Кинурик получил независимое королевство. По другой версии Хэмпшир был частью древнего британского королевства, которое кельты называли Гвент, что описывает открытые холмы графства , которые также охватывали территории, которые позже принадлежат Сомерсету и Уилтширу.